# Deutscher Verlagspreis
Der Deutsche Verlagspreis ist ein seit 2019 an jährlich wechselnden Orten feierlich verliehener Kulturwirtschaftsförderungs-Preis, der mit insgesamt über 1,6 Millionen Euro Preisgeldern zu Buche schlägt. Er soll die „wirtschaftliche Wettbewerbsfähigkeit kleiner, unabhängiger Verlage in Deutschland“ stärken.
Ausgelobt wurde der Preis durch die Kulturstaatsministerin Monika Grütters. Jeweils drei Verlage erhielten seit 2019 ein Gütesiegel sowie den Spitzenpreis von 60 000 Euro (seit 2024: 50.000 Euro); ein Verlag erhält seit 2024 einen mit 30.000 Euro dotierten Nachhaltigkeitspreis; bis zu 80 weitere Verlage (bis 2023: 60) erhielten neben einem Gütesiegel ein Preisgeld (2019: jeweils 15.000 Euro, 2020: jeweils 20.000 Euro, 2021–2023: jeweils 24.000 Euro, 2024: jeweils 18.000 Euro). Bis 2023 erhielten drei Verlage mit einem Umsatz von mehr als 3 Millionen Euro ein undotiertes Gütesiegel.
Kriterien für die Preisvergabe sind das verlegerische Profil, kulturelles Engagement, innovative und digitale Projekte sowie die Qualität der verlegerischen Arbeit.
Verlage können sich um die Teilnahme bewerben. Zugelassen zur Teilnahme sind alle Verlage mit Sitz oder Niederlassung in Deutschland, die konzernunabhängig sind, seit mindestens drei Jahren bestehen und mindestens vier Titel pro Jahr von verschiedenen Autoren herausgebracht haben. Dotierte Gütesiegel erhalten nur Verlage mit einem Umsatz von weniger als 3 Millionen Euro. Verlage, die entweder den Spitzenpreis oder (seit 2021) in zwei direkt aufeinander folgenden Jahren einen einfachen Preis erhalten haben, sind im Jahr darauf nicht teilnahmeberechtigt. Die Preisgelder der dotierten Preise dürfen nicht für private Zwecke verwendet werden.

## Preisträger

### 2019
Die Auswahl aus den 312 Bewerbungen nahm eine unabhängige Jury unter der Leitung des Literaturkritikers Denis Scheck vor. Die Preise des Jahres 2019 wurden am 18. Oktober auf der Frankfurter Buchmesse verliehen. Die Spitzenpreise gingen an den Hädecke Verlag, kookbooks und Spector Books.
Dotierte Preise gingen 2019 an die Verlage Alexander, Argobooks, Argument, ars vivendi, AvivA, Berenberg, binooki, Buchkinder, Buchkunst Kleinheinrich, cass, CulturBooks, Deutscher Architektur Verlag, Edition Assemblage, Edition Faust, Edition Nautilus, Elfenbein, Felix Meiner, FVA, Guggolz, Anton Hirsemann, Jacoby & Stuart, konkursbuch, Kröner, Kulturverlag Kadmos, kunstanstifter, Lehmstedt, Liebeskind, Lilienfeld, Mabuse, mairisch, mare, Maro, Matthes & Seitz Berlin, mikrotext, MDV, Mixtvision, Peter Hammer, Poetenladen, Psychiatrie, Reprodukt, Schirmer/Mosel, Schöffling & Co., Secession, speak low, supposé, Theater der Zeit, Transit, Tulipan, VBB, Ventil, Verbrecher, Wunderhorn, Hermann Schmidt, Wagenbach, Verlagshaus Berlin, Klostermann, Voland & Quist, Walde + Graf, Weidle und zu Klampen.
Die undotierten Preise gingen an die Wissenschaftliche Buchgesellschaft, den Schwaneberger Verlag, den Reclam-Verlag sowie die Edition Michael Fischer.

### 2020
Im Jahr 2020 wurden mit einem Gesamtvolumen von 1,38 Millionen Euro insgesamt 66 unabhängige Verlage ausgezeichnet, von denen 60 mit einem Gütesiegel und einer Prämie von jeweils 20.000 Euro bedacht wurden, während die drei Verlage DOM publishers, Liebeskind und Matthes & Seitz Berlin den Spitzenpreis, ein Gütesiegel mit einer Prämie von jeweils 60.000 Euro, erhielten. Außerdem wurden undotierte Gütesiegel an drei Verlage mit einem durchschnittlichen Jahresumsatz über drei Millionen Euro pro Jahr vergeben.

### 2021
366 Verlage bewarben sich 2021, das waren zehn Prozent mehr als im Vorjahr. Die Prämien des Verlagspreises für das Gütesiegel wurden in diesem Jahr um 4.000 Euro auf 24.000 Euro erhöht. Die siebenköpfige Jury unter Vorsitz der Literaturkritikerin Insa Wilke vergab die drei Spitzenauszeichnungen an den Korbinian Verlag (Berlin), an Klett Kinderbuch (Leipzig) und Hartmann Books (Stuttgart). 60 Verlage wurden in der zweiten Preiskategorie prämiert. Die drei wegen eines durchschnittlichen Jahresumsatzes über drei Millionen Euro mit einem undotierten Gütesiegel versehenen Verlage waren diesmal: der Gmeiner-Verlag (Meßkirch in Oberschwaben), der Steidl Verlag (Göttingen) und der Tübinger Narr Francke Attempto Verlag. Bekanntgegeben wurden die Preisträger durch Frau Grütters am 1. Juli 2021 in München.

### 2022
- Guggolz Verlag
- Jacoby & Stuart
- Edition Taube

60 weitere Verlage wurden mit dem Deutschen Verlagspreis in Form eines dotierten Gütesiegels ausgezeichnet.

### 2023
- Verlag Rotopol
- Verlag Das Wunderhorn
- Zuckersüß Verlag

60 weitere Verlage wurden mit dem Deutschen Verlagspreis in Form eines dotierten Gütesiegels ausgezeichnet.

### 2024
- Akono Verlag
- Mixtvision Verlag
- Parasitenpresse
- Nachhaltigkeitspreis: Kunstanstifter Verlag

80 weitere Verlage wurden mit dem Deutschen Verlagspreis in Form eines mit 18.000 Euro dotierten Gütesiegels ausgezeichnet.